# Van Vlaenderensmolen
De Van Vlaenderensmolen is een windmolen, gelegen aan de Molenslag in de Belgische gemeente Lievegem (deelgemeente Vinderhoute). Het is een ronde, stenen bergmolen.
Voor 1591 werd hier een houten staakmolen opgericht die de Zoete Moeye werd genoemd. In 1731 werd de molen herbouwd en was tot 1886 eigendom van de heren van Vinderhoute die hem toen verkochten aan Ed. Van Vlaenderen. 
In 1905 waaide de molen om en werd in hetzelfde jaar vervangen door de huidige stenen molen die tot 1958 in werking bleef als korenmolen. Na enige private verkopingen werd de molen ingericht als woning.
De molen werd op 30 april 1945 als monument beschermd en sedert 21 mei 1984 is hij deel van een beschermd dorpsgezicht.

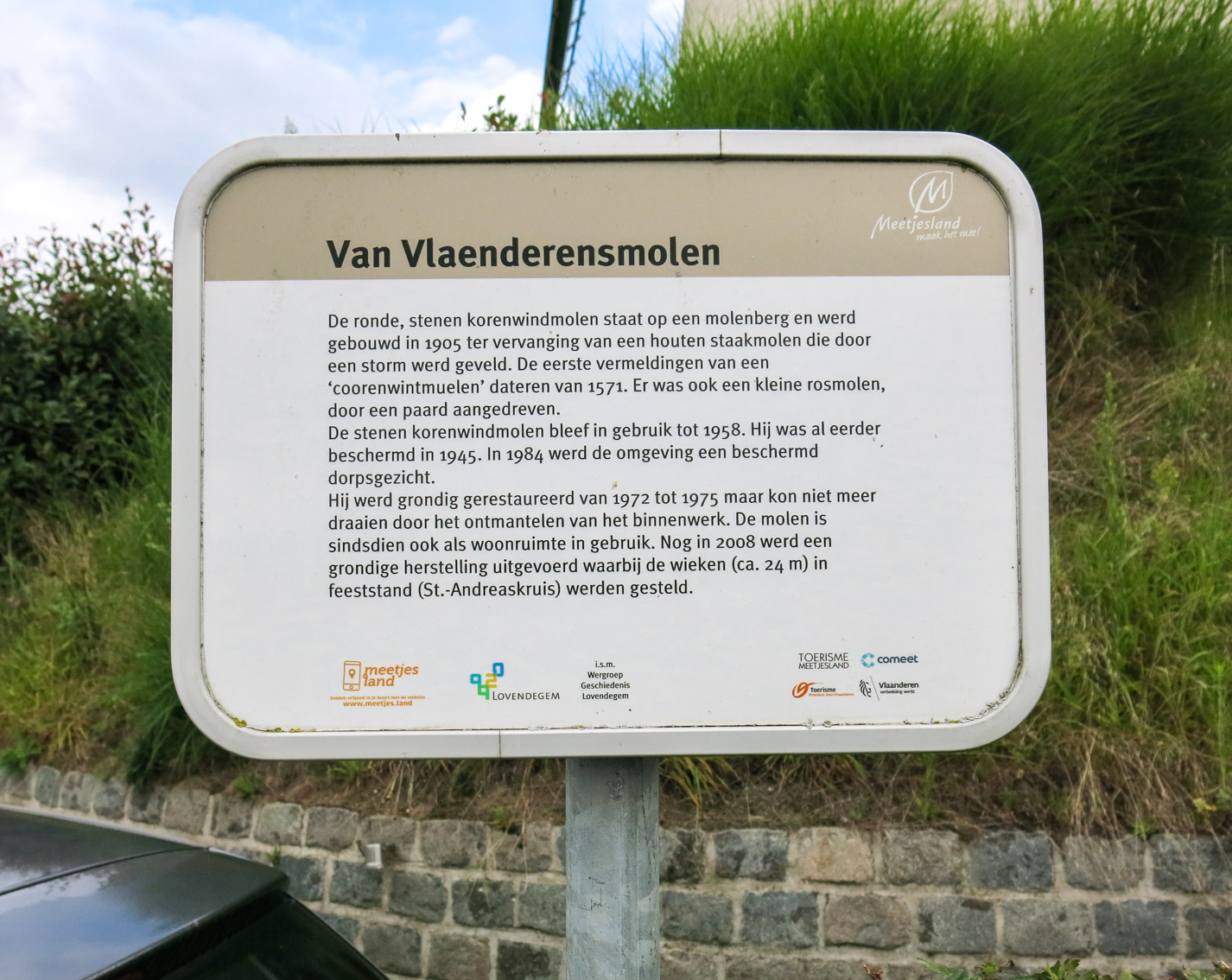
Infobord bij de molen